# امال
امال (به لاتین: Amale) یک منطقهٔ مسکونی در نپال است که در Janakpur Zone واقع شده‌است.

## خصوصیات
امال ۲٬۰۳۱ نفر جمعیت دارد.